# Detective Conan: El detective del mar lejano
Detective Conan: El detective del mar lejano (絶海の探偵プライベート・アイ  Meitantei Konan: Zekkai no Puraibēto Ai?) es el título del decimoséptimo largometraje de la serie de anime y manga Detective Conan estrenado en Japón el 20 de abril del 2013. La película recaudó 3.63 billones de yens.